# Chi Cói lá dứa
Chi Cói lá dứa (danh pháp khoa học: Mapania) là một chi thực vật thuộc họ Cyperaceae.

## Các loài
Chi này có khoảng 86 loài như sau:
- Mapania africana Boeckeler
- Mapania amplivaginata K.Schum.
- Mapania angustifolia Uittien
- Mapania archboldii Uittien
- Mapania arunachalensis G.D.Pal
- Mapania assimilis T.Koyama
- Mapania aturensis D.A.Simpson
- Mapania baccifera C.B.Clarke
- Mapania balansae  (E.G.Camus) T.Koyama
- Mapania baldwinii Nelmes
- Mapania bancana (Miq.) T.Koyama
- Mapania borneensis Merr.
- Mapania bougainvillensis D.A.Simpson
- Mapania caudata Kük.
- Mapania coodei D.A.Simpson
- Mapania coriandrum Nelmes
- Mapania cuatrecasasii T.Koyama
- Mapania cuspidata  (Miq.) Uittien
- Mapania debilis C.B.Clarke
- Mapania effusa  (C.B.Clarke) T.Koyama
- Mapania enodis  (Miq.) C.B.Clarke - Cói lá dứa dài; Lác dứa lá dài
- Mapania ferruginea Ridl.
- Mapania floribunda  (Nees ex Steud.) T.Koyama
- Mapania foxworthyi Merr.
- Mapania graminea Uittien
- Mapania hispida D.A.Simpson
- Mapania holttumii J.Kern
- Mapania imeriensis  (Gross) T.Koyama
- Mapania immersa  (Thwaites) Benth. ex C.B.Clarke
- Mapania insignis Sandwith
- Mapania ivorensis  (J.Raynal) J.Raynal
- Mapania kurzii C.B.Clarke - Cói lá dứa kurz; Lác dứa kurz
- Mapania latifolia Uittien
- Mapania liberiensis D.A.Simpson
- Mapania linderi Hutch. ex Nelmes
- Mapania longiflora C.B.Clarke
- Mapania lorea Uittien
- Mapania macilenta  (Ohwi) T. Koyama
- Mapania macrantha  (Boeckeler) H.Pfeiff.
- Mapania macrocephala (Gaudich.) K.Schum. - Cói lá dứa bông to; Cỏ mập; Cói lá dứa; Lác dứa
- Mapania macrophylla (Boeckeler) H.Pfeiff.
- Mapania maguireana T.Koyama & Steyerm.
- Mapania mangenotiana Lorougnon
- Mapania mannii C.B.Clarke
- Mapania maschalina J.Kern
- Mapania meditensis D.A.Simpson
- Mapania micrococca (T.Koyama) D.A.Simpson
- Mapania micropandanus Holttum
- Mapania minor (Nelmes) J.Raynal
- Mapania monostachya Uittien
- Mapania moseleyi C.B.Clarke
- Mapania neblina D.A.Simpson
- Mapania nudispica T.Koyama - Cói lá dứa trần; Lác dứa trần
- Mapania obscuriflora D.A.Simpson
- Mapania pacifica (Hosok.) T.Koyama
- Mapania palustris (Hassk. ex Steud.) Fern.-Vill. - Cói lá dứa đầm lầy; Lác dứa đầm lầy
- Mapania paradoxa J.Raynal
- Mapania pedunculata D.A.Simpson
- Mapania pubisquama Cherm.
- Mapania purpuriceps (C.B.Clarke) J.Raynal
- Mapania pycnocephala (Benth.) Benth.
- Mapania pycnostachya (Benth.) T.Koyama
- Mapania raynaliana D.A.Simpson
- Mapania rhynchocarpa Lorougnon & Raynal
- Mapania richardsii Uittien
- Mapania rionegrensis D.A.Simpson
- Mapania sessilis Merr.
- Mapania seychellaria D.A.Simpson
- Mapania silhetensis C.B.Clarke - Cói lá dứa cọng dài; Lác dứa cọng dài
- Mapania soyauxii (Boeckeler) H.Pfeiff.
- Mapania spadicea Uittien
- Mapania squamata (Kurz) C.B.Clarke
- Mapania steyermarkii T.Koyama
- Mapania sumatrana (Miq.) Benth.
- Mapania surinamensis Uittien
- Mapania sylvatica Aubl.
- Mapania tamdaoensis N.K.Khoi - Cói lá dứa Tam Đảo; Lác lá dứa Tam Đảo
- Mapania tenuiscapa C.B.Clarke
- Mapania tepuiana (Steyerm.) T.Koyama
- Mapania testui Cherm.
- Mapania theobromina D.A.Simpson
- Mapania tonkinensis (E.G.Camus) T.Koyama
- Mapania vitiensis (Uittien) T.Koyama
- Mapania wallichiana C.B. Clarke
- Mapania wallichii C.B.Clarke
- Mapania zeylanica (Thwaites) Trimen